# 아차산대교

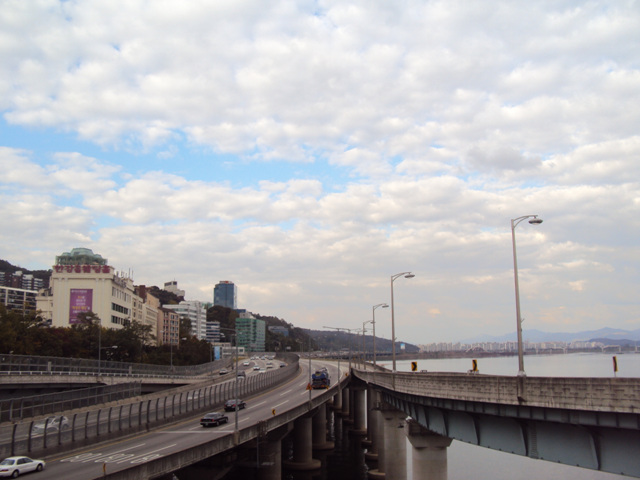
아차산대교 구리방향

아차산대교(峨嵯山大橋)는 서울특별시 광진구와 경기도 구리시를 잇는 다리로, 한강 북단을 통과한다. 길이 2,545m로 강변북로에 속해있으며, 2003년 11월에 개통되었다.

## 역사
- 2003년 11월 : 개통

## 같이 보기
- 강변북로
- 한강